# Arbeitsgericht Iserlohn

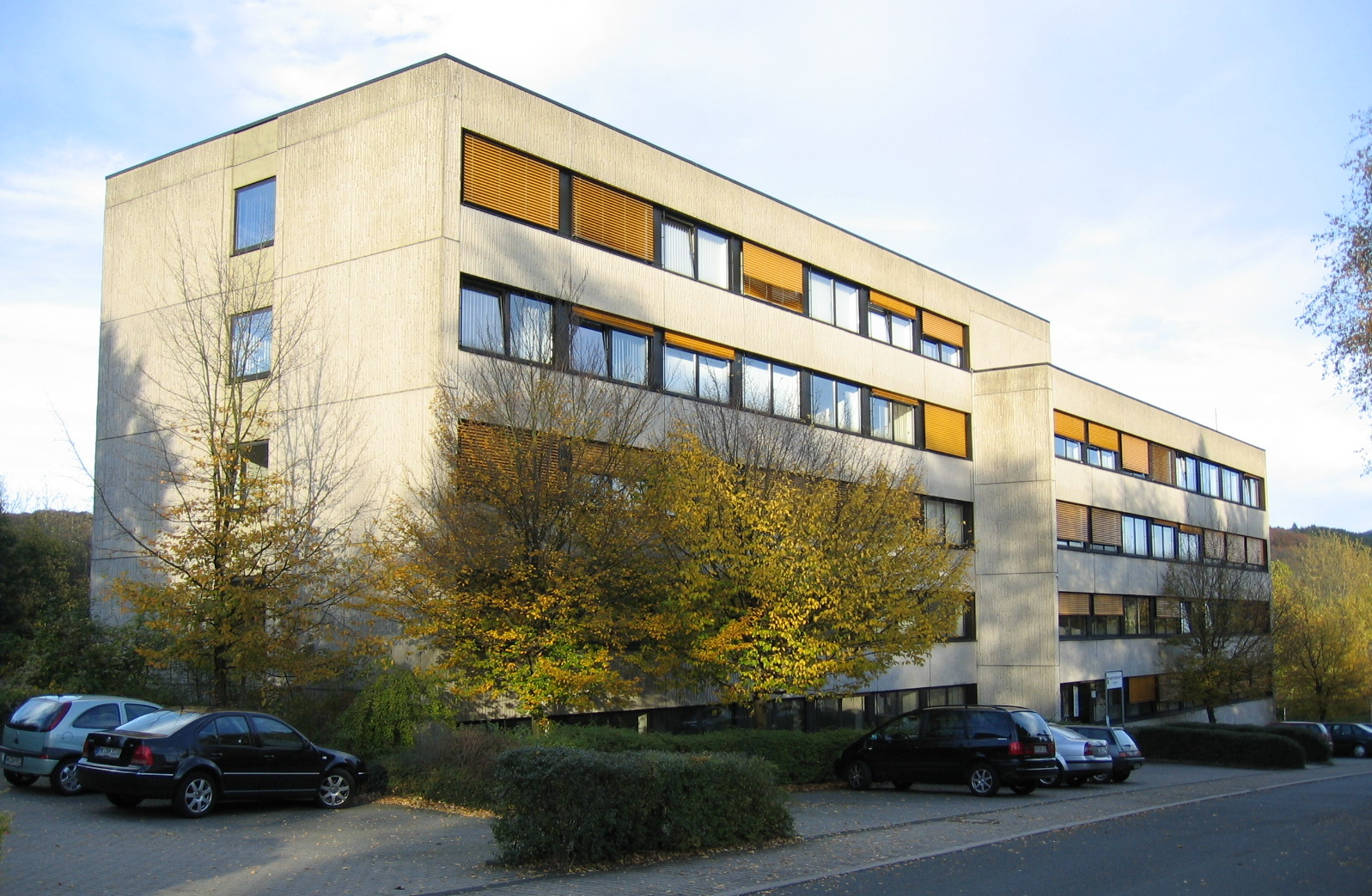
Gerichtsgebäude

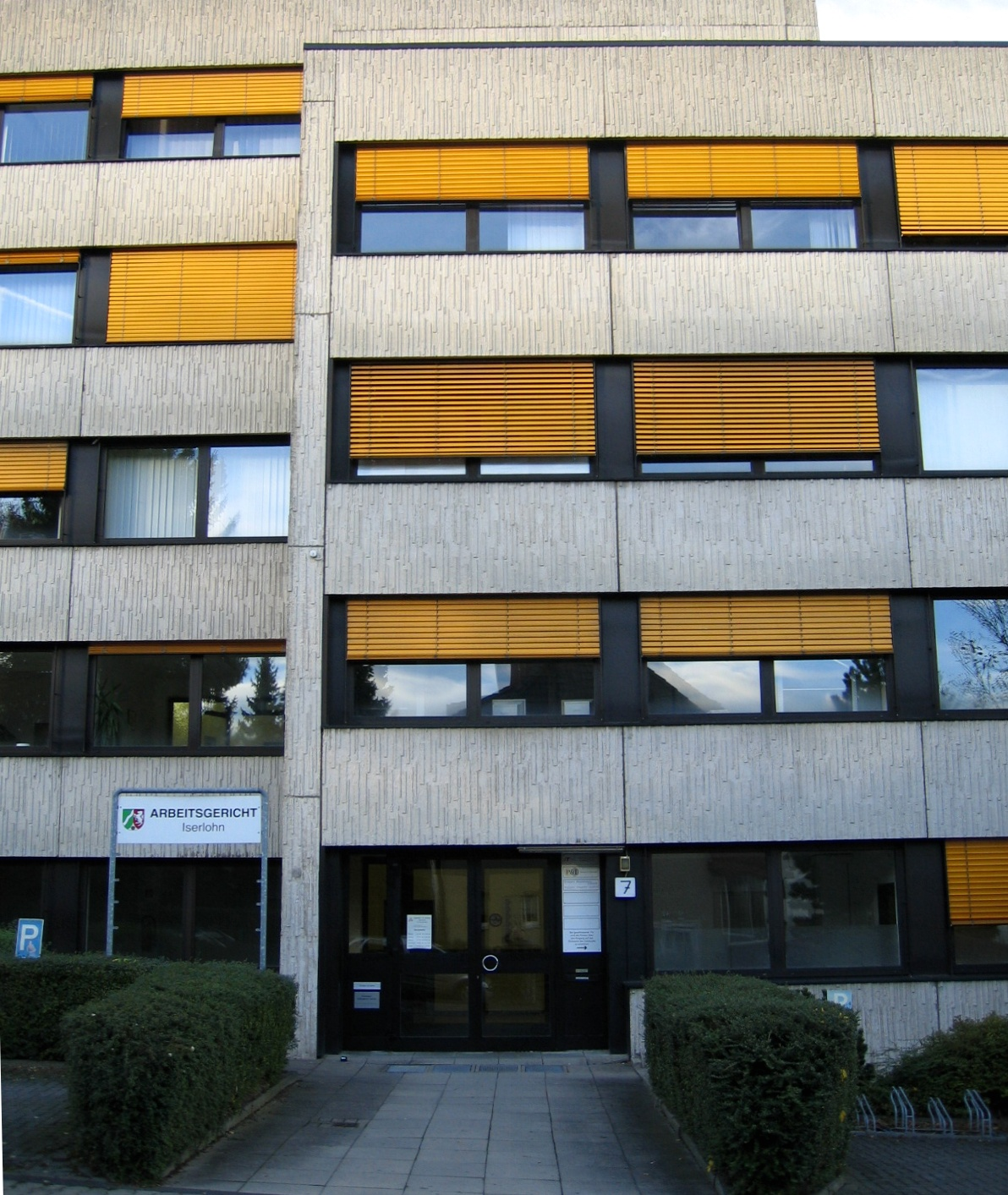
Eingangsbereich

Das Arbeitsgericht Iserlohn ist ein Gericht der Arbeitsgerichtsbarkeit und eines von dreißig Arbeitsgerichten Nordrhein-Westfalens. Bei ihm sind fünf Kammern gebildet.

## Gerichtssitz und -bezirk
Das Gericht hat seinen Sitz in Iserlohn. Der rund 1.000 km² große Gerichtsbezirk deckt sich mit dem Gebiet des Märkischen Kreises mit mehr als 450.000 Einwohnern.
Im Amtsgericht Lüdenscheid werden Gerichtstage für Schalksmühle, Plettenberg, Lüdenscheid, Herscheid, Kierspe, Neuenrade, Werdohl, Meinerzhagen und Halver abgehalten.

## Gebäude
Das Gericht ist nahe der Anschlussstelle Iserlohn-Seilersee der A 46 in der Erich-Nörrenberg-Str. 7 untergebracht. 

## Geschichte
Gemäß Arbeitsgerichtsgesetz vom 23. Dezember 1926 wurden in Deutschland Arbeitsgerichte gebildet. Diese waren nur in der ersten Instanz organisatorisch selbstständige Gerichte, die Landesarbeitsgerichte waren den Landgerichten zugeordnet. Am Landgericht Hagen entstand so 1927 das Landesarbeitsgericht Hagen als eines von fünf Landesarbeitsgerichten im Bezirk des Oberlandesgerichtes Hamm. In Iserlohn entstand das Arbeitsgericht Iserlohn. Sein Sprengel umfasste die Bezirke der Amtsgerichtes Hohenlimburg, Iserlohn, Menden und Schwerte sowie das Amt Fröndenberg. Es bestand jeweils eine Kammer für Arbeiter, für Angestellte und für Handwerk.
Nach der Besetzung Deutschlands durch die Alliierten wurden 1945 zunächst alle Gerichte geschlossen. Die ordentlichen Gerichte wurden schon bald wieder eröffnet, während die Arbeitsgerichte zunächst nicht wieder eingerichtet wurden, so dass arbeitsgerichtliche Streitigkeiten von den ordentlichen Gerichten erledigt werden mussten. Gemäß Kontrollratsgesetz 21 vom 30. März 1946 sollten in Deutschland Arbeitsgerichte aufgebaut werden. Das Arbeitsgericht Iserlohn entstand so neu.

## Übergeordnete Gerichte
Dem Arbeitsgericht Iserlohn ist das Landesarbeitsgericht Hamm und im weiteren Rechtszug das Bundesarbeitsgericht übergeordnet.